# 玲珑街道
玲珑街道，中国浙江省杭州市临安区下辖的一个街道。全国重点文物保护单位吴越国王陵的王后马氏墓位于该地。玲珑街道位于杭州市郊，临安城西，苕溪以南，距杭州60公里。杭昱一级公路、胥高公路穿境而过。东临上甘乡，北与锦城街道、青云接壤，西连藻溪，南与富阳区相邻。境内有临安市经济开发区。

## 辖区
该街道辖有：
崂山村、夏禹桥村、前山村、锦球村、高源村、宏渡村、化龙村、双源村、桥岭村、玲珑村、东山村、上泉村、祥里村、锦绣村、米积村、雅园村。